# Architektura Krakowa

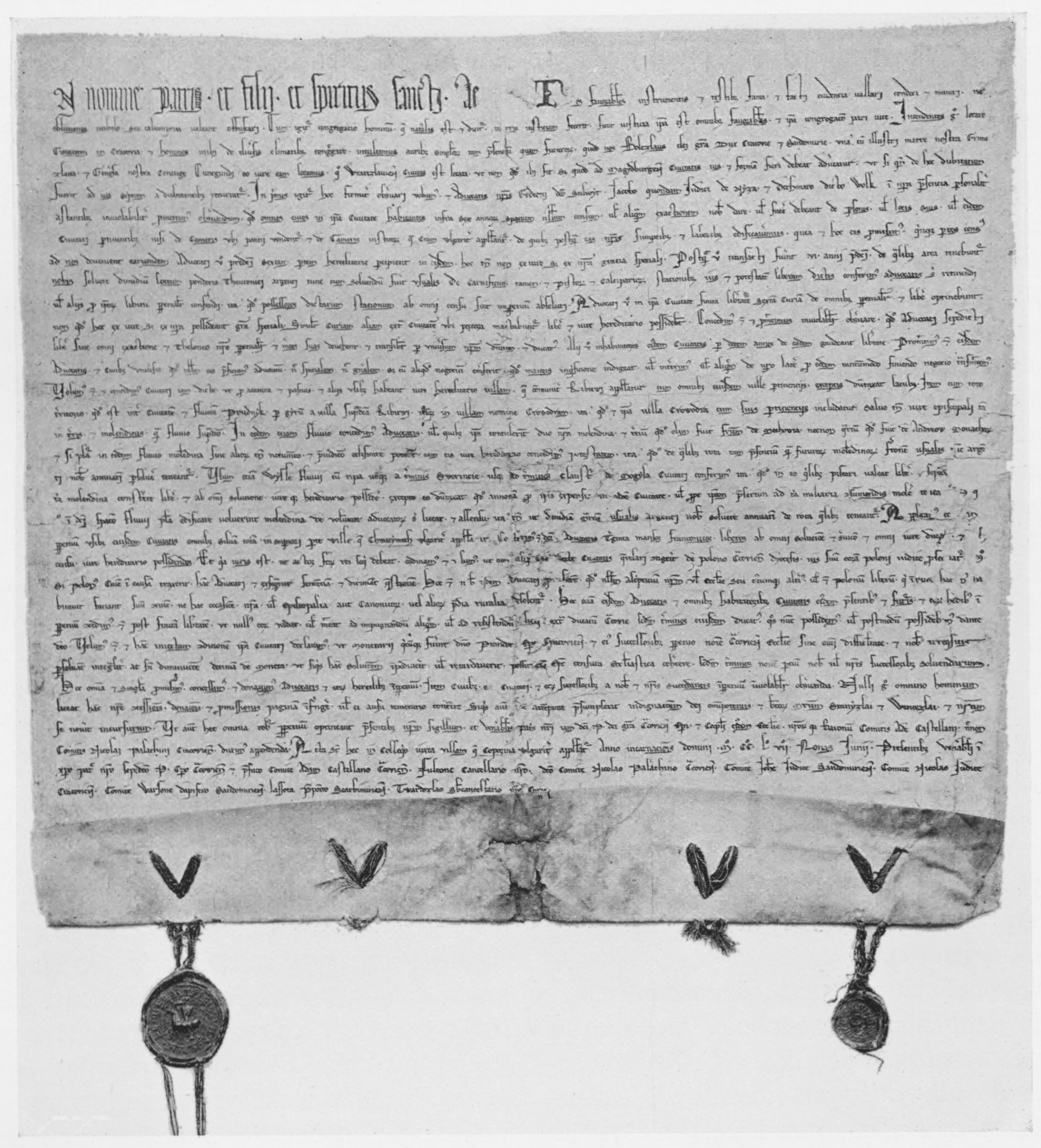
Przywilej lokacyjny Krakowa

Zespół architektoniczno-urbanistyczny starego Krakowa zaliczany jest do grona najważniejszych zabytków dziedzictwa kulturowego w Polsce i na świecie. Stare Miasto w Krakowie zaliczane było do najwyższej w skali krajowej „0” klasy zabytków. Historyczne centrum Krakowa znajduje się obecnie na liście światowego dziedzictwa UNESCO.
Aktem, który przyczynił się do powstania tego zabytkowego zespołu, był przywilej lokacyjny wydany dla Krakowa w 1257 roku. Wkrótce po wydaniu przywileju przystąpiono do rozplanowania miasta według zasad prawa magdeburskiego. Podstawą nowego planu był układ szachownicowy, w którym ulice miasta przecinają się pod kątem prostym, tworząc regularne kwartały. Centralnym punktem Krakowa stał się Rynek, którego wielkość ustalono jako 4 na 4 sznury krakowskie (w przybliżeniu 200 x 200 m). Wytyczono po 3 ulice odchodzące od każdej z pierzei rynkowych, z wyjątkiem pierzei wschodniej, przy której istniał już kościół Mariacki, zaburzając nieco regularność układu. Za kościołem wyznaczono rynek pomocniczy, dziś zwany Małym. Pozostałe nieregularności wynikały z konieczności łączenia istniejących wcześniej grodów i osad kościelnych - np. ulica Grodzka, odchodząca od Rynku pod nieregularnym kątem prowadziła prosto do osady Okół i dalej na wzgórze wawelskie, a ulicę Bracką zakrzywiono w kierunku kościoła Franciszkanów. Kwartały miasta wyznaczane przez siatkę ulic dzielono na działki zwane kuriami, które przydzielano mieszczanom pod budowę domów. Kurie po niedługim czasie dzielono na pół, tworząc w ten sposób działki półkuryjne, będące dziś podstawą układu zabudowy starego Krakowa.
Plan urbanistyczny Krakowa nie był zmieniany przez kilka następnych stuleci, dzięki temu zachował się do naszych czasów, pełniąc dziś funkcję centrum współczesnego miasta.
Począwszy od XIII wieku Kraków otaczał się wałami i murami obronnymi, a w ich obrębie wznoszono kamienice, kościoły i pałace.

## XV wiek
Stanowił szczytową fazę rozwoju sztuki późnego średniowiecza, charakteryzuje go m.in. zagęszczenie zabudowy miejskiej i dalszy rozwój fortyfikacji z drugim zewnętrznym pierścieniem murów (od 1404), a także barbakanem. Wtedy powstała także dzielnica uniwersytecka z Collegium Maius. W detalu architektonicznym pojawił się charakterystyczny typ portalu o wykroju uskokowym, zwany portalem długoszowskim. Kościoły otrzymały wyposażenie z szafiastymi nastawami ołtarzy, złożonymi z partii rzeźbionych i malowanych o konstrukcji poliptyku z ruchomymi skrzydłami.
W rzeźbie, prawie wyłącznie religijnej, ma miejsce idealizacja postaci, realizowana w tzw. stylu miękkim, a następnie w stylu pięknym o cechach gotyku międzynarodowego (Madonna z Krużlowej, Pietŕ z kościoła św. Barbary z ok. 1410), w połowie stulecia pojawia się styl łamany (tryptyk św. Trójcy z 1476 i Matki Boskiej Bolesnej z 1475–1480 z kaplicy Świętokrzyskiej na Wawelu).

## XVI wiek
Był złotym okresem dla sztuki Krakowa, zasadniczą rolę odgrywał mecenat artystyczny króla Zygmunta I Starego oraz wpływy włoskie zapoczątkowane za pośrednictwem węgierskiego dworu Jagiellonów. W dziedzinie architektury i rzeźby widoczne są wpływy toskańskie, obejmujące twórczość Franciszka zwanego Florentczykiem (autora renesansowej niszy nagrobka króla Jana I Olbrachta 1501–1502, współautora I fazy przebudowy zamku) oraz B. Berrecciego, który ukończył budowę zamku królewskiego (1516–1533).
Niektóre formy renesansowe zawierają jeszcze elementy gotyckie, np. portale zamkowe mistrza Benedykta, jednego z budowniczych zamku. Pełne formy renesansowe reprezentują liczne w kościołach krakowskich nagrobki w ramie architektonicznej z leżąca figurą zmarłego. Ich autorem jest m.in. Jan Michałowicz z Urzędowa (kaplice i nagrobki biskupów Zebrzydowskiego i Padniewskiego w katedrze). Cechy manierystyczne wykazuje twórczość S. Gucciego (kaplica i nagrobek Stefana Batorego w katedrze, nagrobki Zygmunta II Augusta i Anny Jagiellonki w kaplicy Zygmuntowskiej, 1574–1575).
W architekturze miasta najważniejsza była przebudowa Sukiennic (1556–1560) z dodaniem attyki i renesansowych ganków przy bocznych elewacjach. Rezydencje przy ulicy Kanoniczej otrzymały arkadowe dziedzińce na wzór zamku królewskiego.
Najlepszych przykładów malarstwa dostarcza twórczość S. Samostrzelnika, autora polichromii w klasztorze Cystersów w Mogile, będącego także wybitnym miniaturzystą i portrecistą (portret biskupa P. Tomickiego). W dziedzinie malarstwa miniaturowego wymienić trzeba Kodeks Baltazara Behema oraz Pontyfikał Erazma Ciołka. Znakomitym portrecistą królewskim był M. Kober – portret Stefana Batorego jego autorstwa stanowi jedno z najlepszych dzieł malarstwa polskiego końca XVI wieku.

### Mury obronne

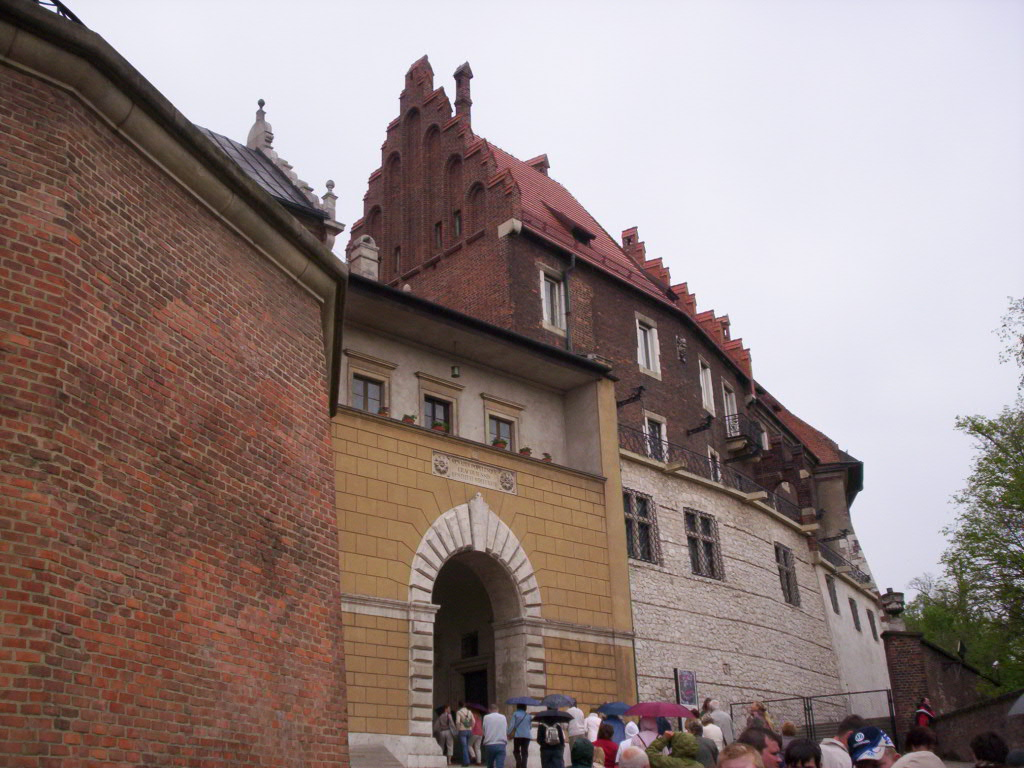
Mury obronne Wawelu

Rozwijające się szybko po lokacji i bogacące dzięki handlowi miasto Kraków – siedziba władcy i stolica kraju, odczuwało silną potrzebę opasania się murami obronnymi, wymagało to jednak zezwolenia panującego księcia. Sposobna okazja nadarzyła się w 1285 r., gdy książę Leszek Czarny musiał udać się na Węgry po pomoc przeciwko zbuntowanym możnowładcom. Polecił wówczas opiece mieszkańców Krakowa zamek wraz z księżną Gryfiną. Wojska buntowników wkroczyły do miasta, ale nadaremnie oblegały broniony przez mieszczan Wawel. Gdy nadszedł książę z odsieczą, w nagrodę za wierność pozwolił miastu na budowę obwarowań. Rozpoczęte wówczas prace trwały przez kilka stuleci.
W XV w. Kraków otoczony już był podwójnym murem z basztami i bramami miejskimi. Mur wielki miał wysokość 9 m, a stojący na jego przedpolu tzw. przedmurek – ok. 2,5 m. Tuż za nim znajdowała się głęboka fosa o szerokości 8 m, napełniana w razie niebezpieczeństwa wodą doprowadzaną z Rudawy. W miarę postępu sztuki wojennej fortyfikacje te unowocześniano i rozbudowywano. Do naszych czasów zachował się tylko północny, najsilniejszy ich fragment.

### Barbakan

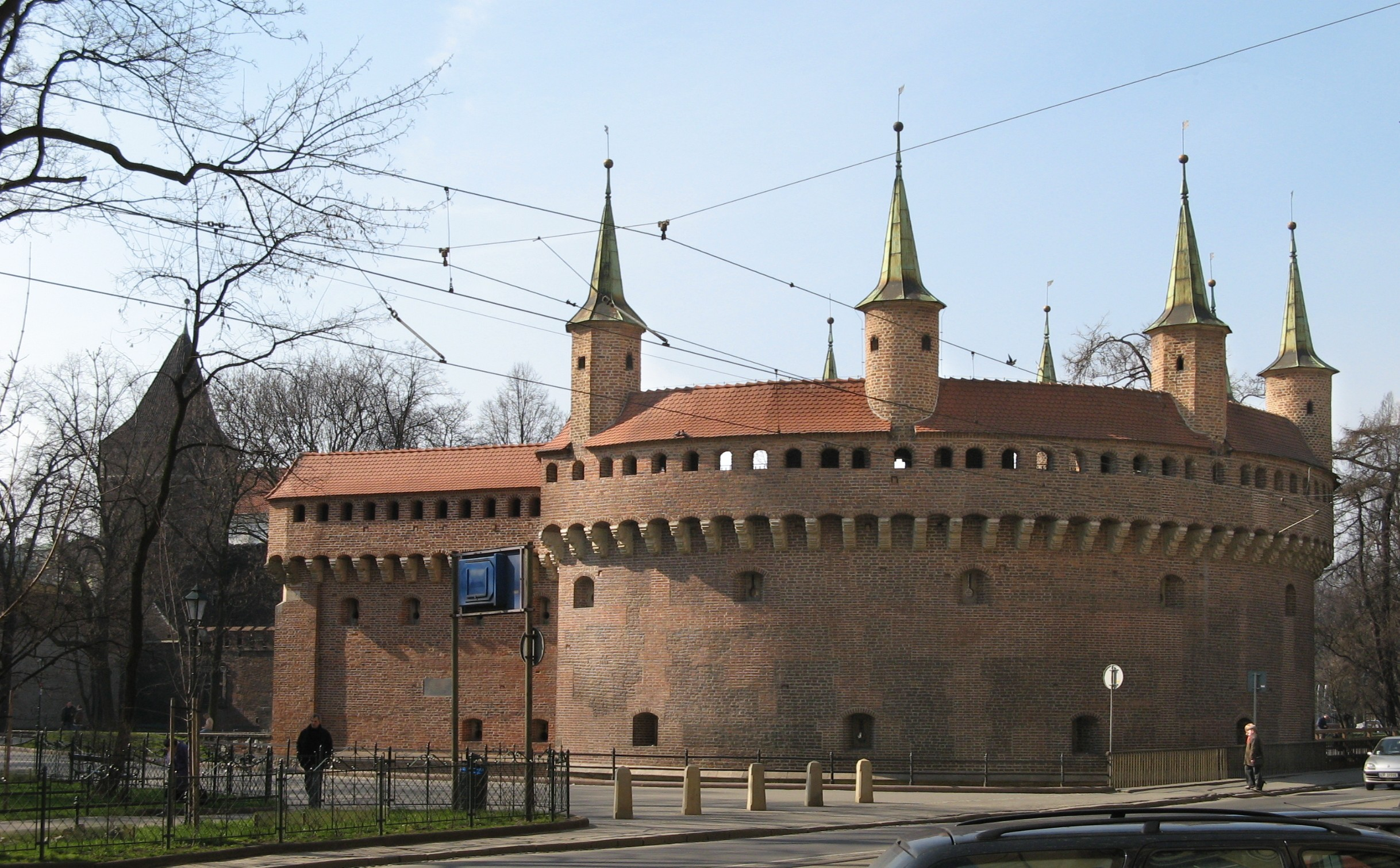
Barbakan

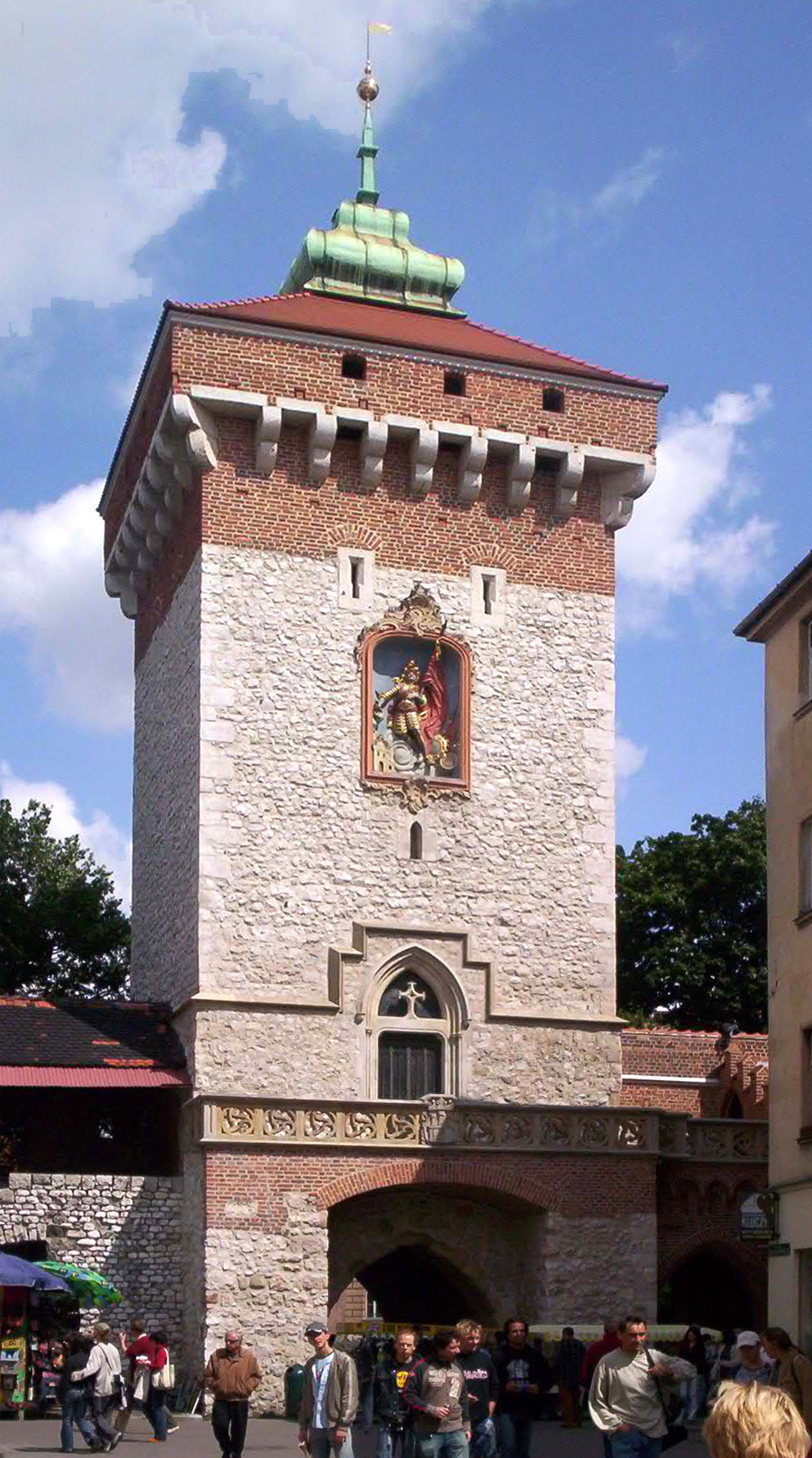
Brama Floriańska

Największy spośród trzech tego typu gotyckich budynków fortyfikacyjnych, jakie zachowały się dotąd w Europie, został wzniesiony w latach 1498-1499 wobec grożącego Polsce niebezpieczeństwa najazdu turecko-tatarskiego. Był wówczas najdoskonalszym osiągnięciem inżynierii wojskowej; w razie potrzeby prowadził ostrzał ze 130 strzelnic, a trzymetrowej grubości mury chroniły go od kul armatnich. Siedem wieżyczek obserwacyjnych pozwalało śledzić ruchy nieprzyjaciela i odpowiednio nakierować ogień.
Wjazd do tej fortecy prowadził przez most zwodzony, przerzucony nad głęboką, szeroką na 8 metrów fosą. Barbakan połączony był ongiś z Bramą Floriańską tzw. Szyją – podwójnym potężnym murem obronnym z drogą przejazdową pośrodku. Cały ten zespół fortyfikacyjny wraz z arsenałem, otoczony murami, wałami i fosami stanowił dla wroga zaporę prawie nie do przebycia. Jedynie podczas oblężenia Krakowa przez Szwedów w 1655 roku załoga barbakanu skapitulowała z powodu braku amunicji i panującego pośród niej głodu.
W roku 1817, dzięki staraniom Feliksa Radwańskiego, udało się ocalić Barbakan przed rozbiórką (w związku z likwidacją murów miejskich). Odtąd pełni on funkcję zabytku. Obecnie stanowi oddział Muzeum Historycznego Miasta Krakowa.

### Brama Floriańska
Wzmiankowana już w 1307 roku, była zawsze reprezentacyjną bramą miasta. Tędy wjeżdżały orszaki króla i zagranicznych poselstw podążające na Wawel. Początkowo baszta była kamienna, później nadbudowano ją cegłą i nakryto stromym dachem. Drewnianą i okutą żelazną kratą, opuszczaną na łańcuchach bramę, zamykano na noc. Obrona Bramy Floriańskiej należała do cechu kuśnierzy.

## XVII wiek

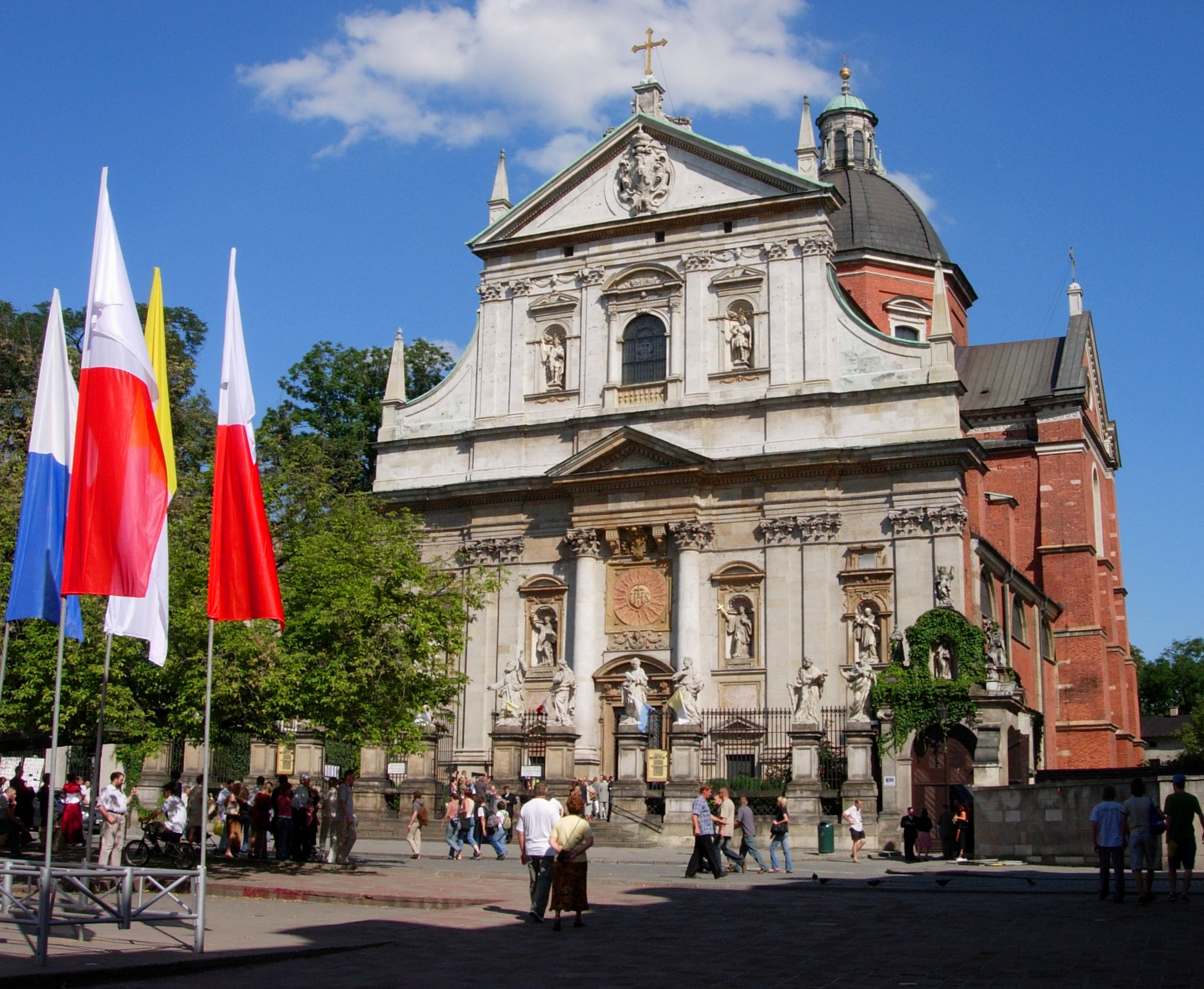
Kościół św. Piotra i Pawła

Rozpoczyna epokę osłabienia roli Krakowa jako centrum artystycznego wskutek wojen szwedzkich oraz przeniesienia stałej siedziby królewskiej do Warszawy. Mimo to nadal powstały dzieła wybitne, wprowadzające miasto w okres wczesnego baroku, przesiąkniętego duchem kontrreformacji i wyrażającego się powściągliwym „stylem Wazów”. Najlepszymi przykładami są pojezuicki kościół św. Piotra i Pawła (1609–1619), dzieło m.in. architekta J. Trevano oraz kościół kamedułów na Bielanach pod Krakowem (1605–1630, architekt fasady A. Spezza).

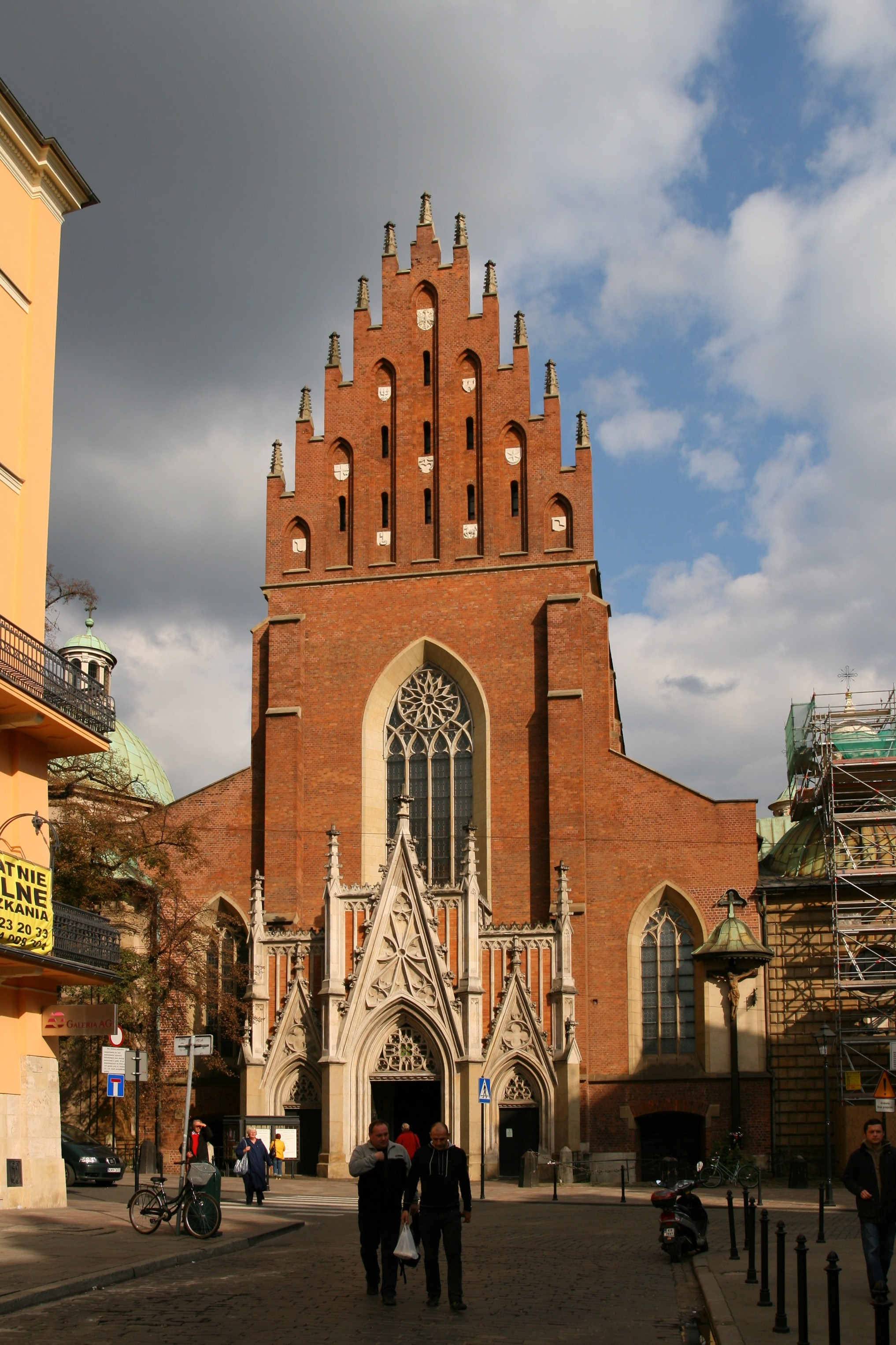
Kościół Trójcy Świętej

Przy katedrze powstała kaplica Wazów (1664–1666) oraz kaplica Zbaraskich w kościele Dominikanów (1629–1633). Pozostałe kościoły barokowe to: Bernardynów (1670–1680, architekt K. Mieroszewski), Wizytek (1682–1695, architekt A. Solari), Karmelitów na Piasku (1655–1679), św. Anny (1689–1703, architekt Tylman z Gameren).
Bujnie rozwijała się związana z architekturą dekoracja stiukowa (G.B. Falconi – prace w kościele św. Piotra i Pawła) oraz rzeźba w stiuku (Baltazar Fontana – prace w kościele św. Anny). We wnętrzach kościelnych dominował czarny marmur wydobywany w Dębniku pod Krakowem, zastosowany m.in. w kaplicach Wazów, Zbaraskich, kościele Karmelitów Bosych na Wesołej. Powstał nowy typ nagrobka w formie tablicy z malowanym lub rzeźbionym popiersiem zmarłego, w oprawie architektoniczno-rzeźbiarskiej. Kwitło snycerstwo barokowe z efektownymi ołtarzami o spiętrzonej kompozycji architektonicznej, dekorowanymi ornamentem czerpanym z wzorników: na początku stulecia – okuciowym, w pierwszej połowie wieku – chrząstkowo-małżowinowym, a w drugiej – akantowym.
Malarstwo rozwijało się słabiej, największe znaczenie miała twórczość wenecjanina T. Dolabelli, przybyłego ok. 1598, autora monumentalnych kompozycji religijnych. Jako twórca obrazów ołtarzowych działał F. Lekszycki, czerpiący wzory z ówczesnej grafiki wielkich mistrzów europejskich. Korzystano także z usług malarzy spoza Krakowa: J.E. Siemiginowskiego, D. Schultza, K. Dankwarta.

## XVIII wiek
Od początku XVIII w. kontynuowano architekturę barokową, dochodząc do jej fazy schyłkowej. Reprezentantami byli: K. Bażanka (kościół misjonarzy na Stradomiu 1719–1728, Pijarów 1714–1727, hełm Wieży Zegarowej w katedrze), F. Placidi (fasada kościoła Pijarów, kościoła Trynitarzy, kaplica Lipskich w katedrze). Warto wyróżnić pochodzący z lat 1733–1751 kościół Paulinów na Skałce (architekt A.G. Müntzer). Rzeźbę późnobarokową tworzył A. Frączkiewicz, a malarstwo – S. Czechowicz i T. Kuntze. Sprowadzano także malarzy obcych do wykonania polichromii w kościołach: pijarów ok. 1759 i trynitarzy (F. Eckstein i J. Piltz). Udany import stanowi 5 obrazów ołtarzowych w nawie kościoła Mariackiego pędzla G. Pittoniego, pochodzących z lat 1740–1750.
Architekturę klasycystyczną reprezentują pałace Wodzickich przy Rynku Głównym i ul. św. Jana (architekt Jan Ferdynand Nax) oraz nowe gmachy uniwersyteckie: obserwatorium astronomiczne i Collegium Phisicum (projektant F. Radwański). W dziedzinie rzeźby zwraca uwagę klasycystyczny, monumentalny nagrobek biskupa K. Sołtyka w katedrze z 1789. Wyróżniają się także importy dłuta B. Thorvaldsena: replika Chrystusa kopenhaskiego i posąg Włodzimierza Potockiego w katedrze.

## Secesja
Secesję przełomu XIX i XX w. reprezentują gmachy: Towarzystwa Przyjaciół Sztuk Pięknych „Pałac Sztuki” (architekt F. Mączyński 1901), przebudowanego Starego Teatru (F. Mączyński, T. Stryjeński 1903), Szkoły Przemysłowej (S. Odrzywolski 1912), Muzeum Techniczno-Przemysłowego (T. Stryjeński, J. Czajkowski 1914) oraz wnętrze cukierni Jana Michalika (K. Frycz 1911).

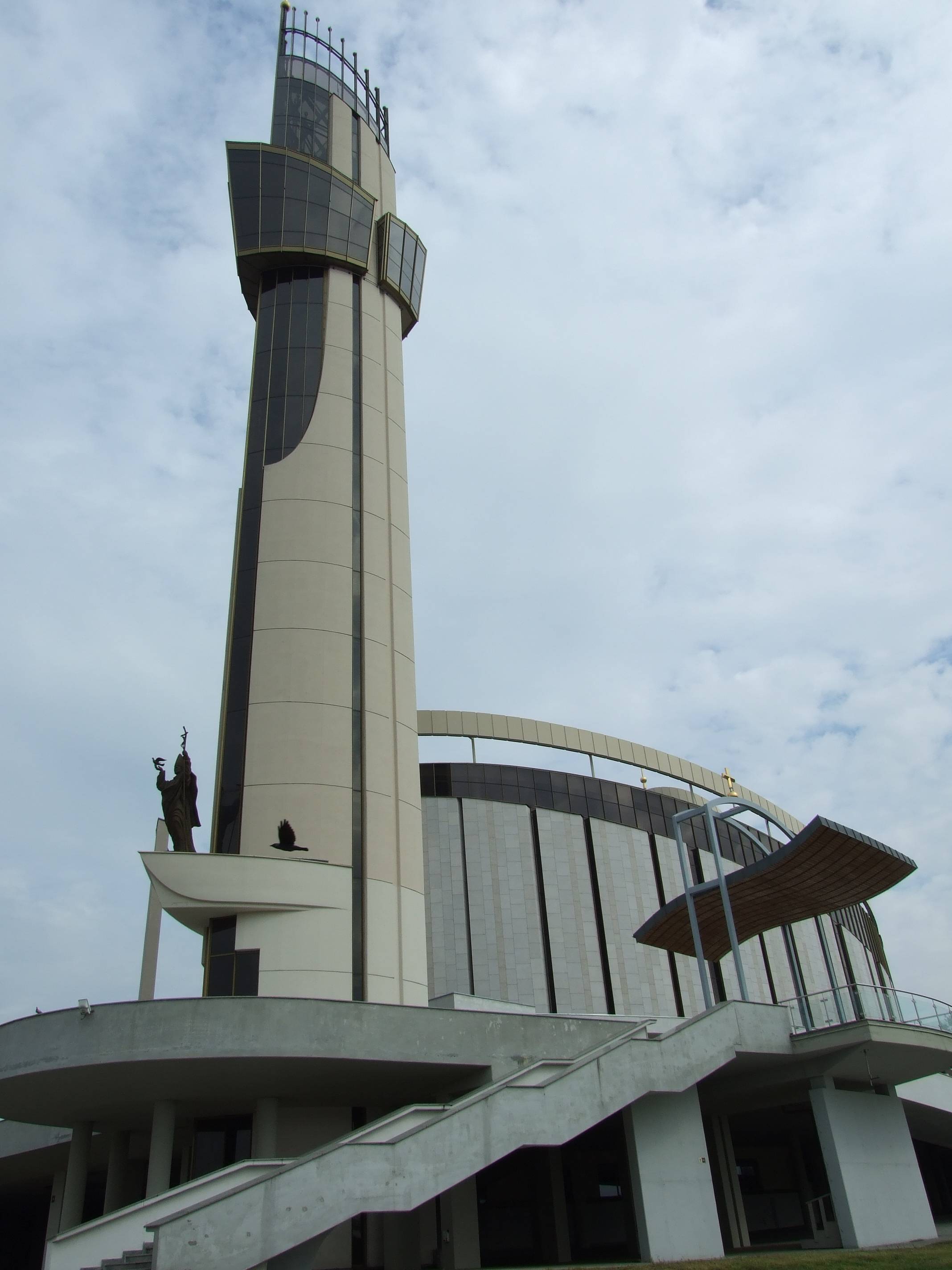
Bazylika w Łagiewnikach – świątynia XXI wieku

## Modernizm
Różne odmiany modernizmu kontynuowano w okresie międzywojennym projektując przy alei Mickiewicza kilka gmachów w stylu „reprezentacji państwowej”. m.in.: Akademia Górnicza i Biblioteka Jagiellońska (architekt W. Krzyżanowski), Muzeum Narodowe (Czesław Boratyński, Edward Kreisler). Duże znaczenie miała konserwatorska i architektoniczna twórczość A. Szyszko-Bohusza (prace na Wawelu, gmach PKO, galeria Pryzmat).
Artyści malarze tworzyli ugrupowania, takie jak:
- formiści (1917, T. Czyżewski, Z. i A. Pronaszko, T. Niesiołowski, A. Zamoyski, L. Chwistek),
- Jednoróg (1925, J. Rubczak, F. Szczęsny-Kowarski, J. Fedkowicz),
- Zwornik (1928)
- Komitet Paryski (kapiści), założony przez J. Pankiewicza (od 1931 w Krakowie): J. Cybis, H. Rudzka-Cybisowa, J. Czapski, Z. Waliszewski, A. Nacht-Samborski, J. Jarema, T.P. Potworowski. Niektórzy z kapistów stworzyli na Wawelu największy zespół malarstwa monumentalnego w Polsce – nowe plafony na I i II piętrze zamku.

Ponadto działała awangarda w ramach Grupy Krakowskiej (M. Jarema, H. Wiciński). Część tych artystów tworzyła nadal w okresie powojennym, a dołączyli do nich: E. Eibisch, Z. Radnicki, C. Rzepiński, W. Taranczewski. Grupę młodych plastyków stworzyli: T. Kantor, T. Brzozowski, Jerzy Leopold Feiner, J. Nowosielski, K. Mikulski, J. Tchórzewski, A. Wróblewski. Rzeźbę powojenną i ostatnich lat reprezentują tacy twórcy, jak: X. Dunikowski, J. Puget, M. Konieczny, M. Kruczek, J. Bereś.
W latach 1949–1956, w czasie gdy w Polsce panował socrealizm, w Krakowie powstało wiele wyróżniających się budynków w tym stylu, głównie w Nowej Hucie, m.in. Centrum Administracyjne Kombinatu, zabudowa Placu Centralnego, Teatr Ludowy.
Po roku 1956 znów popularny stał się modernizm. Najważniejsze powojenne obiekty modernistyczne w Krakowie to m.in. kino „Kijów” (1962–1967), hotele „Cracovia” i „Forum”, kościół Matki Bożej Królowej Polski „Arka Pana”, galeria wystaw BWA „Bunkier Sztuki”, a także biurowce Biprostal oraz Biprocemwap.

## Zabytki Krakowa
Kraków stosunkowo mało ucierpiał podczas II wojny światowej, dlatego jest jednym z najważniejszych europejskich ośrodków turystycznych z cennymi zabytkami z różnych epok (ponad 6 tys. obiektów).

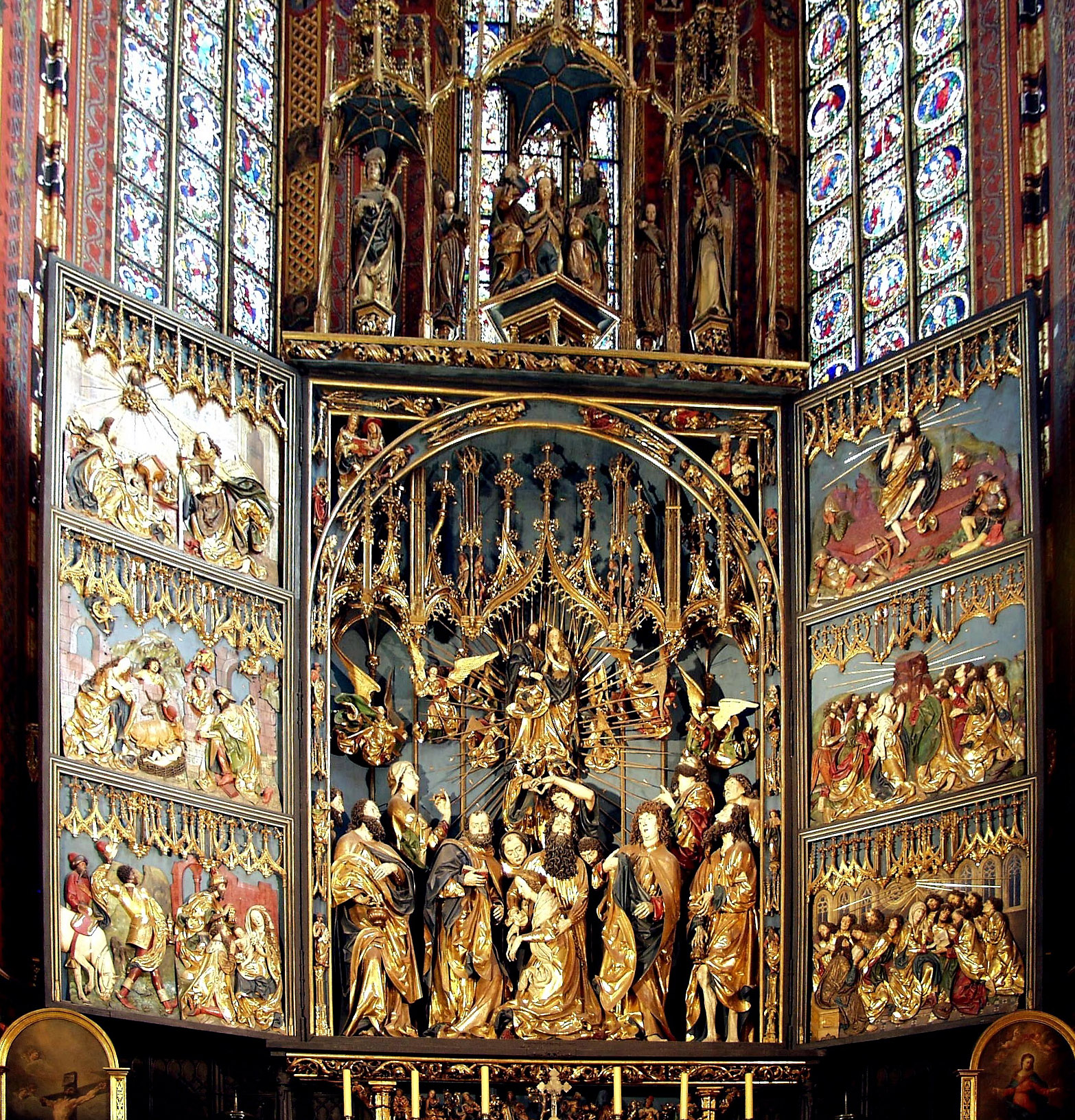
Ołtarz Wita Stwosza

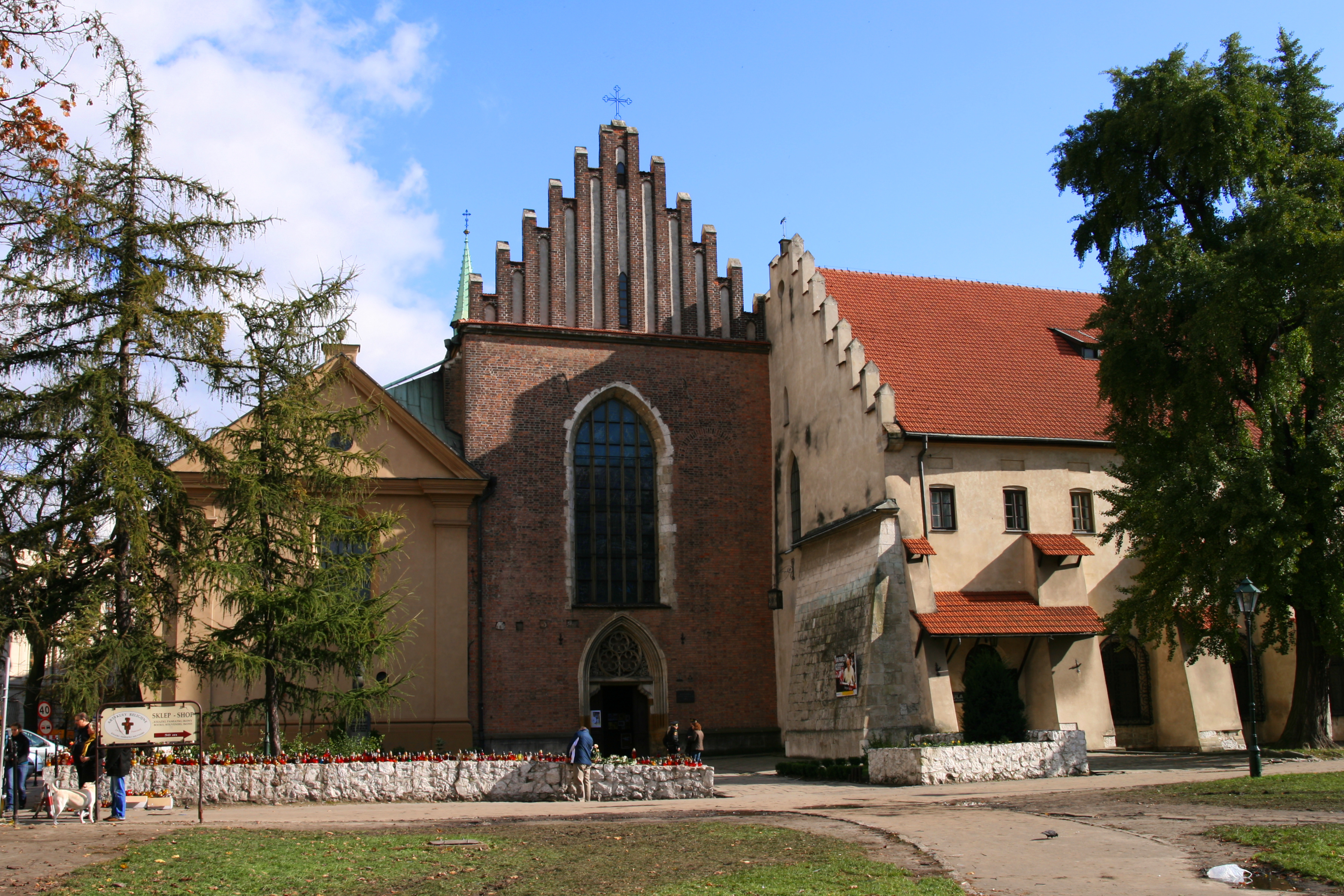
Kościół Franciszkański

Sztuka Krakowa zajmuje od wieków czołową pozycję wśród polskich zjawisk artystycznych, reprezentowana zarówno przez zachowane architektoniczne zespoły zabytkowe i obiekty o dużej wartości, jak i stosunkowo bogate zbiory muzealne i kościelne (ołtarz W. Stwosza, kolekcja arrasów wawelskich, obrazy cenionych artystów, m.in. L. da Vinci i Rembrandta). Rozkwit krakowskiej sztuki uwarunkowany był uprzywilejowaną pozycją grodu, a następnie miasta jako ośrodka handlowego, siedziby księcia seniora i wreszcie stolicy rozległego państwa.
Najstarsze zabytki architektury przedromańskiej to rotunda NMP na Wawelu i kościół św. Salwatora (X w.) oraz fragmenty katedry Bolesława I Chrobrego (XI w.). Wczesnym przykładem plastyki rzeźbiarskiej jest figura wołka (w zbiorach wawelskich).
Styl romański reprezentują: kościół św. Andrzeja (1086), fragmenty II katedry (konsekrowanej 1142) z kryptą św. Leonarda i Wieżą Srebrnych Dzwonów, a także fragmenty kościoła św. Wojciecha (przed 1100).
Architekturę gotycką zapoczątkowano w 2. ćwierćwieczu XIII w. ceglanymi kościołami Franciszkanów, Cystersów w Mogile, Dominikanów, a także Bramą Floriańską z fragmentami murów obronnych. Duże znaczenie dla architektury miasta miał XIV wiek – na Rynku powstały gotyckie gmachy publiczne: Sukiennice, Ratusz, budynek Wagi Miejskiej, rozbudowano też fortyfikacje. W 1320 na Wawelu rozpoczęto budowę nowej katedry, król Władysław Łokietek powiększył zamek, a Kazimierz Wielki wzniósł okazałą rezydencję gotycką z potężną wieżą w narożniku północno-zachodnim.
Powstała grupa kościołów ceglanych o wspólnych cechach konstrukcyjnych i stylistycznych (trójnawowe bazyliki z wielobocznym prezbiterium, realizowane w systemie filarowo-szkarpowym): Mariacki, Bożego Ciała, św. Katarzyny, Dominikanów. Nastąpił rozwój rzeźby, która stała się niezależna od architektury, powstał typ nagrobka królewskiego z baldachimem, rzeźbę drewnianą najlepiej reprezentuje krucyfiks Jadwigi w katedrze (4. ćwierćwiecze XIV w.), a najcenniejszym zespołem malarstwa jest 120 kwater witrażowych w kościele Mariackim.
Mnogość zabytków architektonicznych w Krakowie wynika z długiej historii miasta i wielości funkcji, które spełniało będąc stolicą państwa, prężnym ośrodkiem miejskim i centrum handlowym regionu, ośrodkiem uniwersyteckim i kulturalnym.

### Funkcje państwotwórcze
Kraków spełniał je w murach Wawelu – najpierw było to palatium romańskie, od 1038 r. stała siedziba Kazimierza Odnowiciela, później zostało przekształcone w gotycką rezydencję, przebudowaną następnie z rozkazu króla Zygmunta I Starego na renesansową. Tuż obok zamku królewskiego wznosi się katedra, określana mianem panteonu polskiego – miejsce koronacji i pochówków królewskich. Znajdowały się w niej relikwie i insygnia koronne. W jednej z wież katedralnych, Wieży Zygmuntowskiej, znajduje się największy polski dzwon, zwany Zygmuntem – od imienia jego fundatora, króla Zygmunta I Starego. Obecnie przekształcone w muzeum budynki wawelskie są udostępniane zwiedzającym (komnaty królewskie, Muzeum Katedralne, Skarbiec koronny, Zbrojownia, Wawel Zaginiony).

### Funkcje miastotwórcze

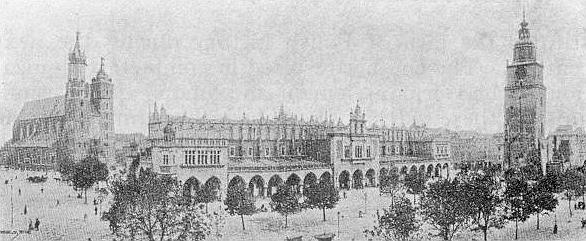
Rynek Główny dawniej

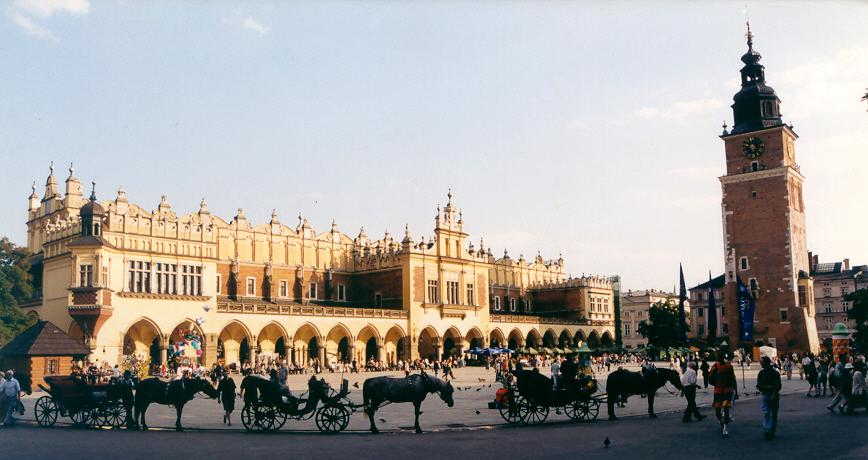
Sukiennice i Wieża Ratuszowa

Kraków był silnym miejskim ośrodkiem regionalnym na szlaku komunikacyjnym i handlowym. Aby wykorzystać te okoliczności, musiał zapewniać mieszkańcom i przyjezdnym przestrzeń handlową, spokój i poczucie bezpieczeństwa. W związku z lokacją w 1257 i z odbudową po najeździe tatarskim, miasto zostało wytyczone z rozmachem – jeden z największych w Europie rynek (200 x 200 m) otaczała precyzyjnie wytyczona siatka prostopadłych ulic, gdzieniegdzie tylko zakrzywiająca się pod presją wcześniejszej zabudowy (np. ul. Grodzka – wcześniejszy trakt prowadzący z Wawelu na Węgry). Na środku olbrzymiego rynku stanęły Sukiennice i ratusz (do naszych czasów zachowała się wieża). Ratusze, place targowe, wagi miejskie i przywileje lokacyjne miały także okoliczne miasta wchłonięte później przez rozwijający się Kraków: Kazimierz (lokowany 1335), Kleparz (lokowany 1366).
Widocznym znakiem kondycji mieszczaństwa była świetność krakowskich kamienic – ich bogato zdobione elewacje możemy podziwiać wokół rynku oraz przy zabytkowych ulicach: Floriańskiej, Grodzkiej, Brackiej, Kanoniczej i innych. Wnętrze XIX-wiecznej kamienicy mieszczańskiej można obejrzeć w Kamienicy Hipolitów – muzeum na ul. Mikołajskiej.
Najnowszym przykładem miastotwórczej funkcji architektury jest zagospodarowanie przestrzenne Nowej Huty – zespołu urbanistycznego w stylu realizmu socjalistycznego powstałego w latach 1949–1951, planowanego jako samodzielne miasto.

### Funkcje obronne

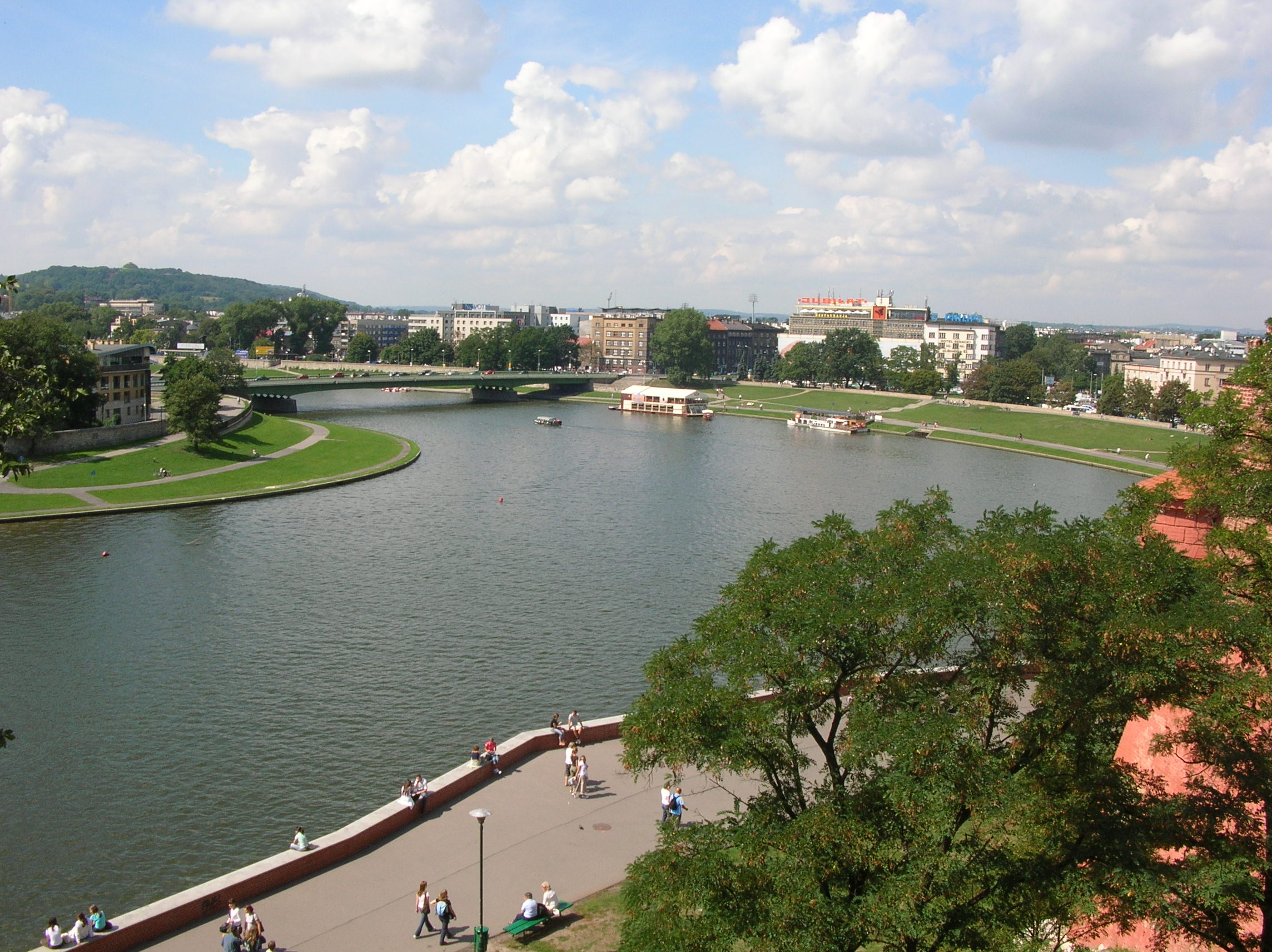
Wisła pod Wawelem

Aby zapewnić mieszkańcom bezpieczeństwo Kraków otoczony był od 1285 r. podwójnym pasem murów obronnych z licznymi basztami i kilkoma bramami. Dynamiczny rozwój miasta, zmiana zasad sztuki wojennej i niszczenie nieremontowanych fortyfikacji powodowały, że z biegiem czasu kolejne partie murów wyburzano, najpierw mury Kazimierza, a na końcu samego starego Krakowa – w latach 1810–14 tworząc na ich miejscu pierścień ogrodów miejskich – Planty. W celach reprezentacyjnych zachowano niewielki odcinek murów otaczający Bramę Floriańską i Barbakan.
W średniowieczu funkcje obronne spełniały też potężne murowane kościoły.
Ostatnim etapem rozwoju fortyfikacji wokół Krakowa był stworzony przez Austriaków pierścień fortów – Twierdza Kraków, które stanowią atrakcję turystyczną wycieczek obrzeżami miasta, a niekiedy są zagospodarowane jako np. hotele czy ośrodki kultury (Fort 49 „Krzesławice”).

### Funkcje kulturotwórcze
Kraków był ośrodkiem kultury zarówno jako siedziba władzy i beneficjent mecenatu królewskiego jak i po utracie niepodległości i zubożeniu terenów Galicji, gdy jego rola państwotwórcza i dynamika jako ośrodka rozwoju regionalnego podupadła.
Od 1364 roku był miastem uniwersyteckim – zabytkowe Collegium Maius, Collegium Minus, Collegium Novum do tej pory stanowią najbardziej prestiżową część uniwersytetu mieszcząc Muzeum Uniwersytetu Jagiellońskiego, reprezentacyjne pomieszczenia akademickie, a niekiedy jeszcze wykłady, choć większość życia naukowego toczy się w późniejszych, XVIII i XIX-wiecznych budynkach wydziałów humanistycznych i XX-wiecznych obiektach wydziałów przyrodniczych i ścisłych.

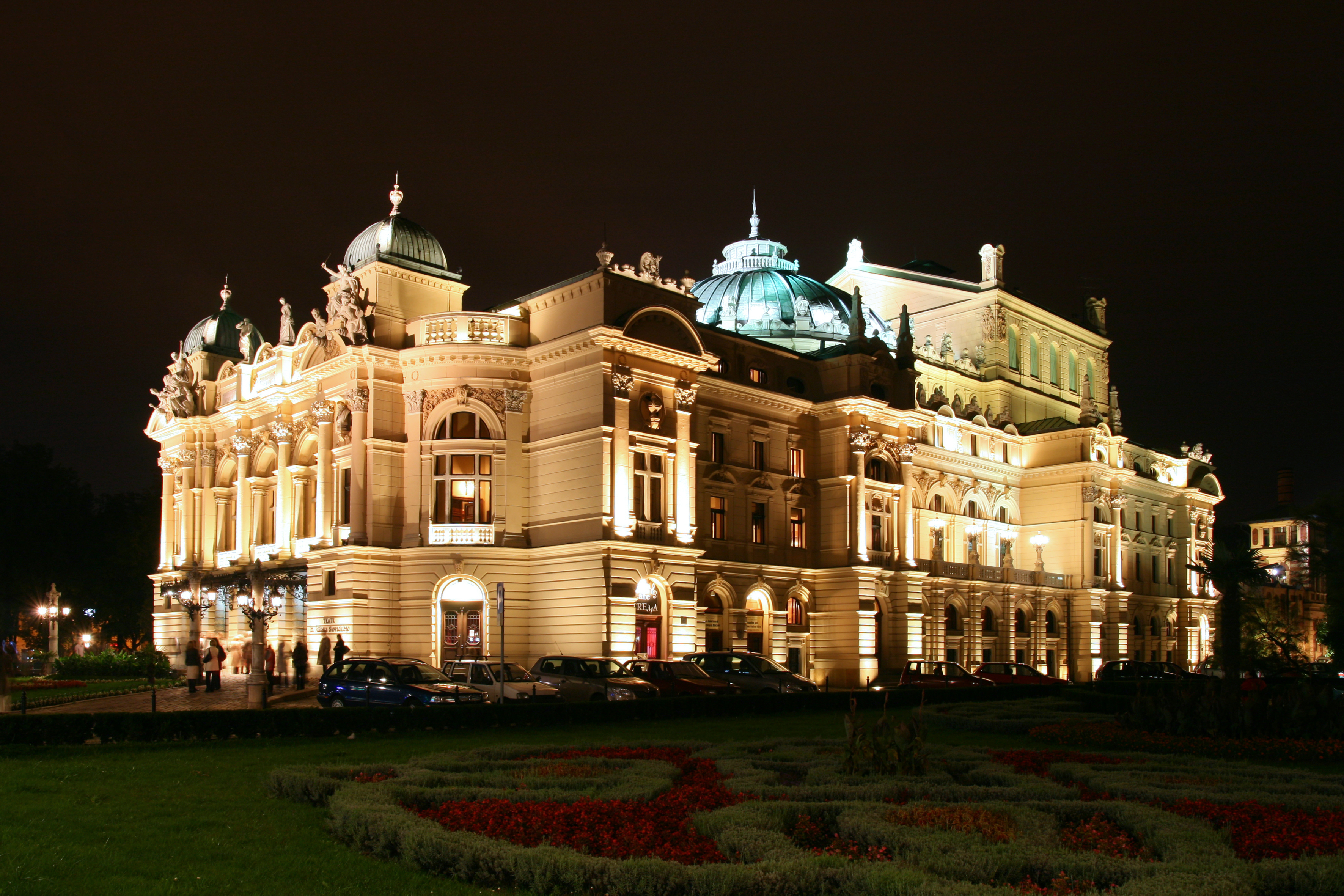
Teatr Juliusza Słowackiego

W mieście rozwijała się sztuka i życie kulturalne. Szczególnie w okresie zaborów Kraków był miejscem pamięci narodowej oraz intensywnej działalności kulturalnej.
Najstarszy krakowski teatr działa od końca XVIII wieku, obecnie mieści się w kamienicy przy placu Szczepańskim. W 1893 roku zakończono budowę eklektycznego Teatru Słowackiego postawionego na miejscu zburzonego klasztoru i szpitala św. Ducha.
Z kultywacją tradycji i pamięci narodowej wiążą się liczne pomniki i tablice pamiątkowe w Krakowie, których budowa lub renowacja często stanowiła pretekst do demonstracji patriotycznych. Najbardziej znanymi są pomnik Adama Mickiewicza na Rynku, Pomnik Grunwaldzki wzniesiony w 500-lecie bitwy pod Grunwaldem, pomnik Mikołaja Kopernika, Tadeusza Kościuszki, Józefa Dietla oraz pomniki zdobiące Planty i Park Jordana.

### Ośrodek kultu religijnego

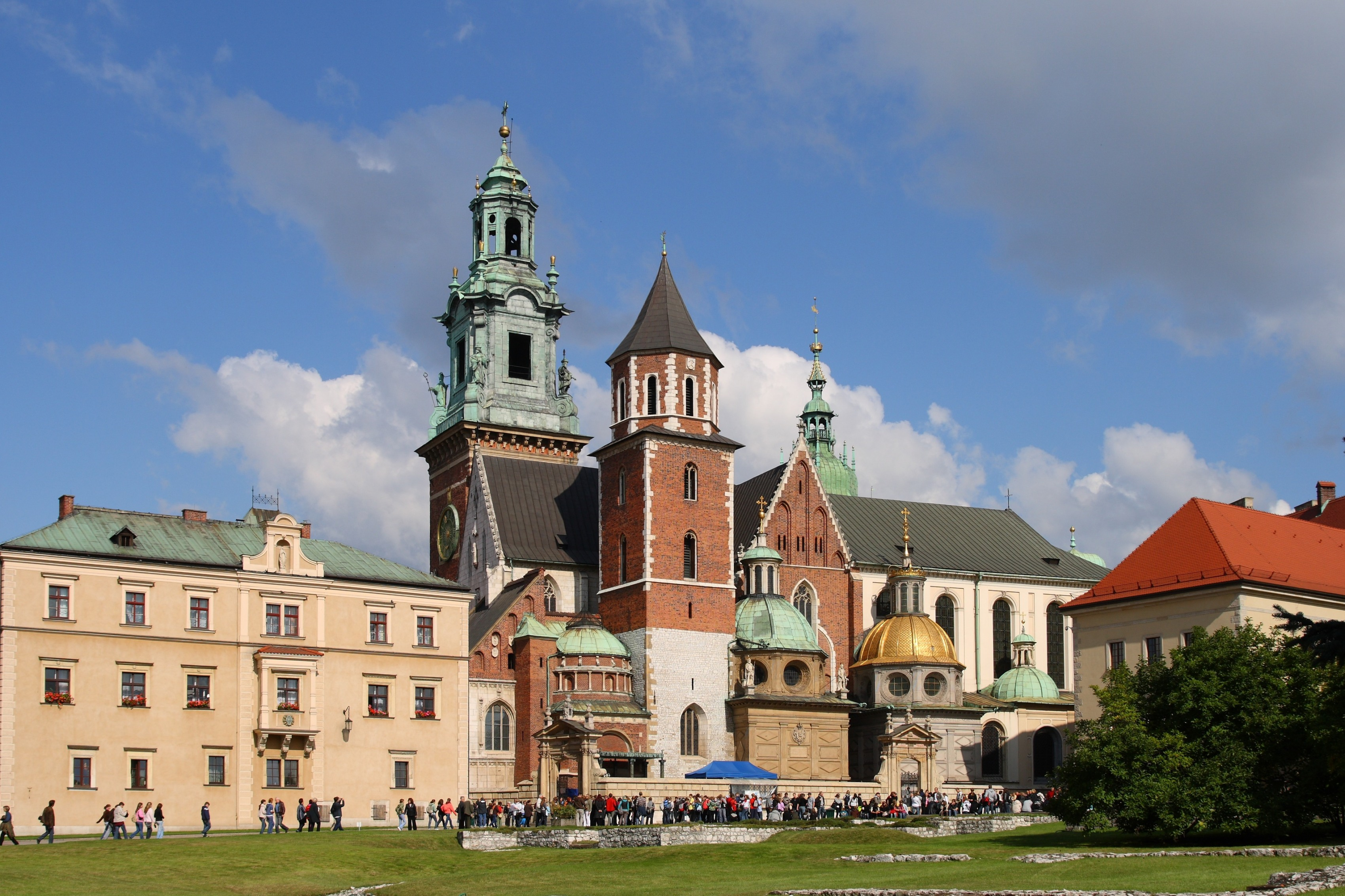
Katedra na Wawelu

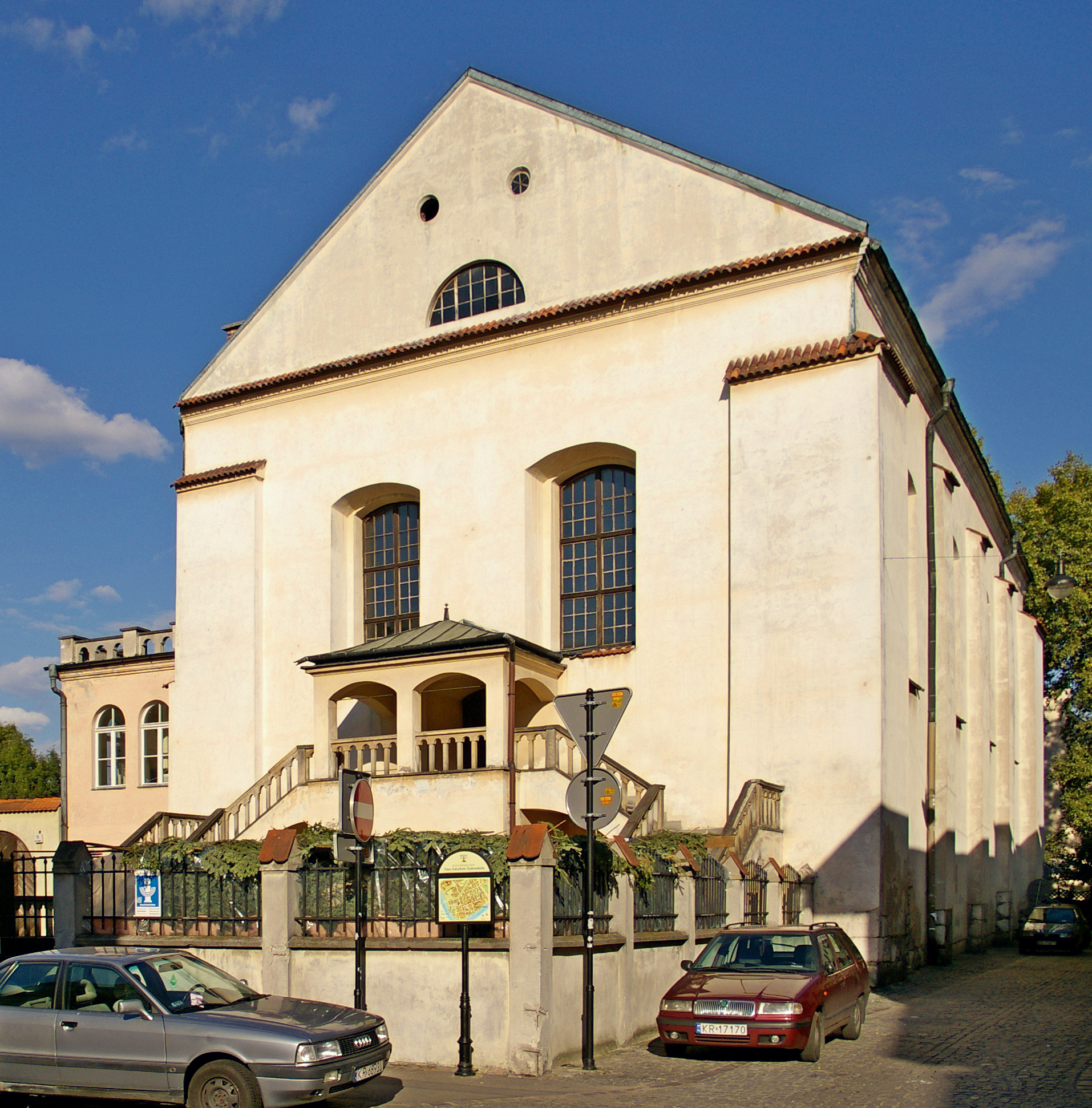
Synagoga Izaaka

Krakowskie kościoły i klasztory pełniły przez wieki zarówno funkcje czysto religijne jak i społeczne – jako budowle obronne, ogólnodostępne obiekty sztuki, nekropolie i miejsca pamięci narodowej. Największym i najbardziej znany jest gotycki kościół Mariacki na Rynku, zaś najstarsze świątynie to: kościół św. Andrzeja i kościół św. Wojciecha. Godne uwagi są również:
- renesansowa kaplica Zygmuntowska, która za sprawą Bartolommeo Berrecciego stała się największym zabytkiem światowego Renesansu na północ od Włoch,
- barokowy kościół Piotra i Pawła,
- kościół Franciszkanów ozdobiony pięknymi witrażami projektu Stanisława Wyspiańskiego,
- Sanktuarium Bożego Miłosierdzia i wiele innych.

Na uwagę zasługują liczne krakowskie synagogi (m.in. Stara, Izaaka Jakubowicza, Kupa, Remuh, Tempel, Wysoka, Poppera, Deichesa) zgromadzone głównie w obrębie Kazimierza będącego w latach 1495–1945 centrum osadnictwa krakowskich Żydów.
Nekropoliami mieszczącymi groby królów i sławnych Polaków są katedra na Wawelu (królowie, Adam Mickiewicz, Juliusz Słowacki, urna z ziemią z grobu Cypriana Kamila Norwida, Tadeusz Kościuszko, Józef Poniatowski, Władysław Sikorski) i kościół paulinów na Skałce (m.in. Jan Długosz, Wincenty Pol, Józef Ignacy Kraszewski, Teofil Lenartowicz, Adam Asnyk, Henryk Siemiradzki, Stanisław Wyspiański, Czesław Miłosz).
Pozostali zasłużeni krakowianie pochowani są na cmentarzach miejskich Krakowa, m.in. Rakowickim (np. Jan Matejko), Salwatorskim (Stanisław Lem), Batowickim, Nowym żydowskim i Remuh.